# Elachertoidea
Elachertoidea is een geslacht van vliesvleugeligen uit de familie Pteromalidae. De wetenschappelijke naam van dit geslacht is voor het eerst geldig gepubliceerd in 1912 door Girault.

## Soorten
Het geslacht Elachertoidea is monotypisch en omvat slechts de volgende soort:
- Elachertoidea bifasciatipennis Girault, 1912